# Weberstraße 26 (Quedlinburg)

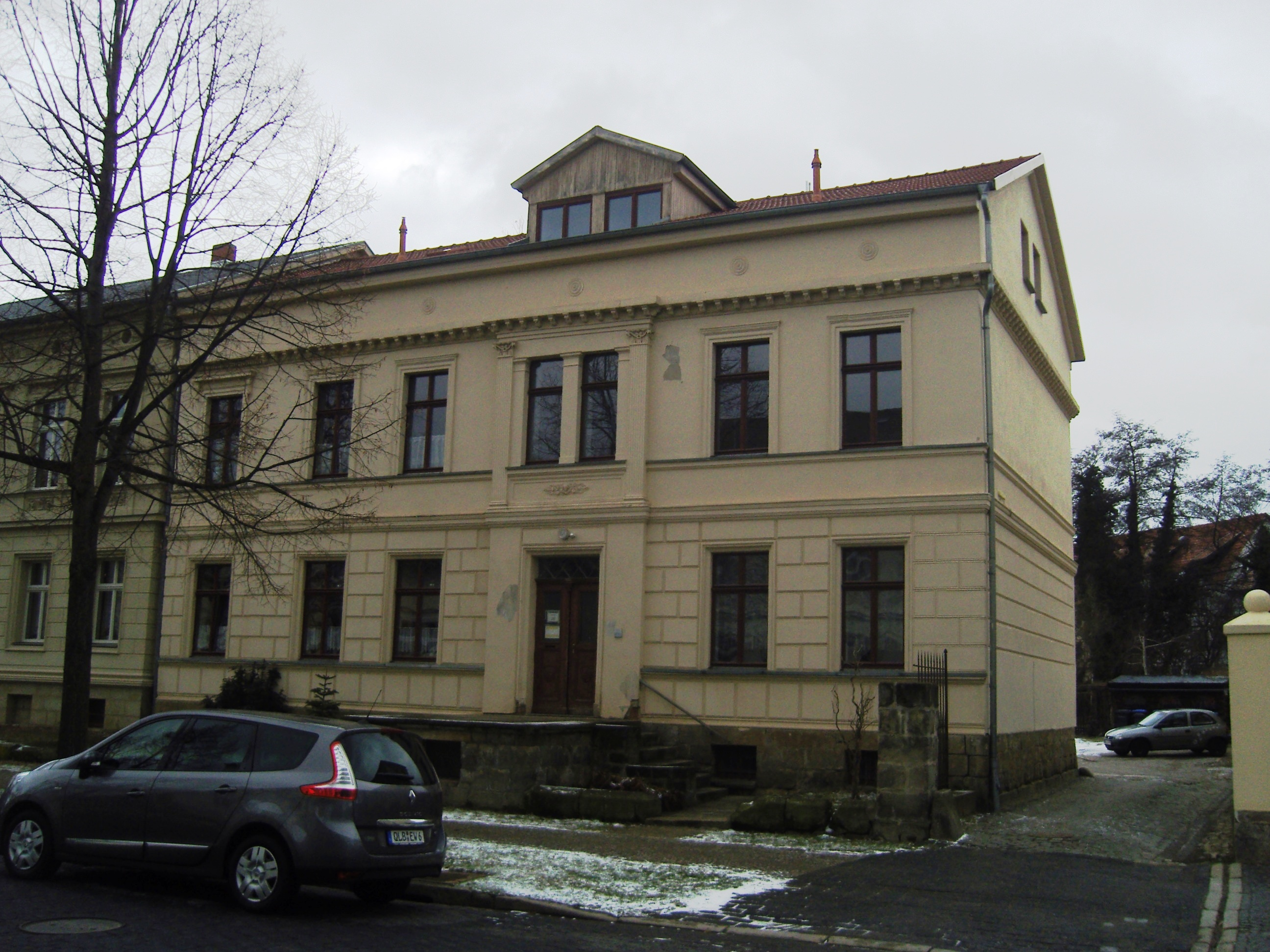
Haus Weberstraße 26

Das Haus Weberstraße 26 ist ein denkmalgeschütztes Gebäude in der Stadt Quedlinburg in Sachsen-Anhalt.

## Lage
Es befindet sich im nördlichen Teil der historischen Quedlinburger Neustadt. Im Quedlinburger Denkmalverzeichnis ist es als Fabrik eingetragen. Südlich grenzt das gleichfalls denkmalgeschützte Haus Weberstraße 25 an.

## Architektur und Geschichte
Das Anwesen entstand als industrielle Motormühle und Teigwarenfabrik. Das straßenseitige Wohngebäude stammt aus der zweiten Hälfte des 19. Jahrhunderts. Der einfach gestaltete spätklassizistische Bau verfügt über einen vor der Nordhälfte befindlichen Portikus.
Im Hof befindet sich ein um 1900 aus Industriefachwerk errichteter Fachwerkbau. Ein ihm vorgesetztes Portal ist mit sprechenden Wappen verziert.
Die Einfriedung des Vorgartens besteht aus einem Lanzengitter.